# David Ashmole
David Ashmole (Cottingham, 31 ottobre 1949 – 25 luglio 2009) è stato un ballerino britannico. Nel corso della sua carriera fu primo ballerino del Royal Ballet, del Birmingham Royal Ballet e dell'Australian Ballet.

## Biografia
Nato e cresciuto vicino a Kingston upon Hull, David Ashmole cominciò a studiare danza a Wellingborough e poi fu ammesso alla Royal Ballet School nel 1965. Nel 1968 si unì al Royal Ballet, di cui scalò rapidamente i ranghi: nel 1972 fu promosso al rango di solista, mentre nel 1975 fu proclamato primo ballerino della compagnia.
L'anno successivo lasciò il Covent Garden per unirsi al Birmingham Royal Ballet in veste di primo ballerino e continuò a danzare con la compagnia negli otto anni successivi. Apprezzato danseur noble, insieme alle due compagnie danzò in molti dei grandi ruoli del repertorio classico e moderno, tra cui Siegfried ne Il lago dei cigni, Florimund ne La bella addormentata, Albrecht in Giselle, Franz ne La Fillé mal gardée, Romeo nel Romeo e Giulietta e Oberon in The Dream. Inoltre danzò nelle prime assolute di balletti di David Bintley e fu stretto collaboratore di Rudol'f Nureev, Erik Bruhn e Peter Wright. Tra il 1984 e il 1994 lavorò con l'Australian Ballet, con cui ampliò il proprio repertorio con opere di John Cranko, Maurice Béjart e Jerome Robbins; insieme alla compagnia fece il suo esordio al Metropolitan nel 1990, ottenendo il plauso della critica per la sua interpretazione nel ruolo di Crasso in Spartak.
Apprezzato insegnante di balletto, storico della danza e répétiteur, nel 1999 tornò nel Regno Unito insieme alla moglie Petal Miller e insegnò al London Studio Center e, sporadicamente, con il Birmingham Royal Ballet.